# Impact (Dew-Scented)
Impact è il quinto album in studio del gruppo musicale Dew-Scented, pubblicato il 2003 dalla Nuclear Blast. 

## Tracce
1. Acts of Rage – 4:02
2. New Found Pain – 3:05
3. Destination Hell – 2:55
4. Soul Poison – 4:02
5. Cities of the Dead – 4:48
6. Down My Neck – 5:50
7. One by One – 3:36
8. Agony Designed – 3:49
9. Slaughtervain – 4:21
10. Flesh Reborn – 4:06
11. 18 Hours – 3:26

## Formazione
- Leif Jensen - voce
- Florian Müller - chitarra
- Hendrik Bache - basso, chitarra
- Uwe Werning - batteria